# Сантьяго, Сандра
Сандра Сантьяго (англ. Saundra Santiago, род. 13 апреля 1957) — американская телевизионная актриса, наиболее известная благодаря роли Джины Калабрезе в сериале NBC «Полиция Майами» (1984—1990).
Сантьяго родилась и выросла в Южном Бронксе, но в тринадцатилетнем возрасте переехала с семьей в штат Флорида, где впоследствии поступила в Университет Майами. Затем она поступила в Южный методистский университет, где изучала актёрское мастерство. В 1984 году, после участия в паре малых кинофильмов, Сантьяго получила основную женскую роль в сериале NBC «Полиция Майами», где снималась вплоть до конца десятилетия.
В 1990-х карьера Сантьяго складывалась безуспешно, что к концу десятилетия привело её к роли в дневной мыльной опере «Направляющий свет», где она играла злобного криминального авторитета Кармен Сантос с 1999 по 2003 год. В 2002 году она номинировалась на Дневную премию «Эмми» как лучшая злодейка. Между этим у неё была похожая второстепенная роль в сериале HBO «Клан Сопрано». В 2004 году она вернулась в дневной эфир с краткой злобной ролью в «Одна жизнь, чтобы жить», а в 2009—2011 годах в том же мыле играла ещё более злобную Карлотту Вега. В дополнение к мыльным операм, Сантьяго в последние годы также брала на себя второстепенные роли в прайм-тайм сериалах «Схватка» в 2007 году, и «Преступные связи» (2014).